# Carex tolucensis
Carex tolucensis är en halvgräsart som först beskrevs av Frederick Joseph Hermann, och fick sitt nu gällande namn av Anton Albert Reznicek. Carex tolucensis ingår i släktet starrar, och familjen halvgräs. Inga underarter finns listade i Catalogue of Life.